# Como un perro (canción de Libido)
«Como un perro» es el primer sencillo del álbum debut de Libido; compuesto por Antonio Jauregui en 1998. Este sencillo ocupó el primer lugar en muchas radios en Lima y los hizo ganar un público masivo.

## Composición
La canción está inspirada musicalmente en «Isn't it a Pity» de George Harrison.
En declaraciones del compositor Antonio Jauregui, este dijo acerca de la letra:

«“A veces uno siente que la mujer predomina un poco. Esto nos ocurre a la mayoría de quienes llevamos una relación amorosa. Por eso la gente se identificó mucho con esta canción”»
confiesa Antonio Jauregui.

## Vídeo
En el vídeo solamente aparecen Salim, Antonio y Manolo acompañados de una modelo, debido a que Jeffry no se encontraba en Lima.